# Тардиф, Адольф Франсуа
Адольф-Франсуа Тардиф (фр. Adolphe-Francois Tardif; 12 февраля 1829, Кутанс — 4 апреля 1890, Париж) — французский историк. Отец историка Жозефа Тардифа.

## Образование
Окончил Школу права и Школу хартий и получил диплом архивариуса-палеографа 15 января 1849 года и диплом доктора юридических наук 30 августа 1850 года.

## Карьера
Вступил в Парижскую коллегию адвокатов, устроился в министерство культов, стал начальником отдела и государственным советником, затем был приглашён на кафедру гражданского права и канонического права средневековья в Школе хартий.
Особенно интересовался историей права.

## Труды
- Des comtes du palais (1849);
- Des origines de la communauté de biens entre époux (1850);
- Notions élémentaires de critique historique (1884);
  - Основы исторической критики. / Пер. с фр. [и снабдил предисл.] студент Харьк. ун-та М. Агеев. — Воронеж, 1893. — [2], IV, 16 с.
- la Procédure civile et criminelle aux XIIIe et XIVe siècles ou procédure de transition (1885);
- Recueils de textes pour servir à l’enseignement de l’histoire du droit (1883—1885);
- Le Droit privé au XIIIe siècle d’après les Coutumes de Toulouse et de Montpellier (1886);
- Histoire des sources du droit canonique (1887);
- Histoire des sources du droit français. Origines romaines (1890).

## Награды
- 12 августа 1965 года стал кавалером ордена Почётного легиона.